# Pool Getafe
Pool Getafe was een professioneel damesbasketbalteam in Getafe, Spanje. Het team speelde in de Spaanse competitie en de EuroLeague Women.

## Geschiedenis
Het werd opgericht in 1971 uit het eerste team van Godella Bàsquet Club. In 1992 stond het team in de finale van de EuroLeague Women. Ze wonnen van Dinamo Aspro Kiev met 66-56. In 1993 stonden ze weer in de finale om de EuroLeague Women. Ze wonnen van Pool Comense uit Italië met 66-58 na verlenging. Het team was finalist in de EuroLeague Women in 1994, 1995 en 1998 en won ook acht keer de competitie en zes keer het beker kampioenschap. In 1996 verhuisde de club naar Getafe en veranderde de naam in Pool Getafe, terwijl de teams uit de lagere categorieën zich bij Popular Bàsquet Godella voegden. Na twee jaar verdween de club bij gebrek aan sponsors in 1998. Toen had het team een budget van ongeveer 100 miljoen peseta.

## Sponsor namen
- Dorna Godella: 1991-1994
- Costa Naranja: 1994-1996
- Pool Getafe: 1996-1998

## Erelijst
- EuroLeague Women: 1991-92, 1992-93: 2
- Spaanse landstitel: 1990-91, 1991-92, 1992-93, 1993-94, 1994-95, 1995-96, 1996-97, 1997-98: 8
- Copa de la Reina de Baloncesto: 1990-91, 1991-92, 1993-94, 1994-95, 1996-97, 1997-98: 6

## Bekende (oud)-coaches
- Miki Vuković

## Bekende (oud)-spelers
- Amaya Valdemoro
- Małgorzata Dydek
- Natalja Zasoelskaja